# Lučenec
 Ovo je glavno značenje pojma Lučenec. Za okrug pogledajte Okrug Lučenec.
Lučenec (mađ. Losonc, njem. Lizenz) je grad u Banskobistričkom kraju u središnjoj Slovačkoj. Središte Okruga Lučenec.

## Povijest
Lučenec i okolica bili su naseljeni u još u kameno doba. Slaveni naseljavaju ovo područje u 6. i 7. stoljeću. Prvi Mađari na područje Lučeneca naseljavaju se u 10. stoljeću.
Lučenec se prvi puta spominje 1128. kada je izgrađena kapela u čast Djevice Marije. Prvi direktni spomen grada je iz 1247. pod imenom Luchunch, do prve polovice 15. stoljeća Lučenec je bio mali grad smješten izvan glavnih trgovačkih puteva. Grad je 1442., zauzeo Jan Jiskra, 1451. pokušao ga je osvojiti Janko Hunjadi ali vojska Jana Jiskra ga je pobijedila i očuvala grad. 
Nakon pada Filakova 1554. Lučenec je pod kontrolom Osmanskog Carstva i njihovih vazala do 1593. Grad je izgorio tijekom revolucije 1848./1849. kada je bio okupiran od strane Ruske carske vojske.
Grad se brzo razvija u 19. i 20. stoljeću, željeznicom se povezuje s Budimpeštom i Žilinom. Nakon Prvog svjetskog rata, postao je dio Čehoslovačke i kratko 1919., Slovačke Socijalističke Republike. Mađarskoj je pripojen 1938. da bi se već 1945. vratio Čehoslovačkoj.

## Stanovništvo
| Godina:     | 1993.  | 2003.   | 2013.   | 2023.    |
| ----------- | ------ | ------- | ------- | -------- |
| Broj ljudi: | 29 259 | 28 146  | 28 335  | 25 018   |
| Razlika:    |        | -3,80 % | +0,67 % | -11,70 % |

| Godina:     | 2022.  | 2023.   |
| ----------- | ------ | ------- |
| Broj ljudi: | 25 364 | 25 018  |
| Razlika:    |        | -1,36 % |

Grad je po popisu stanovništva iz 2001. godine imao 28.332  stanovnika.

### Etnički sastav
- Slovaci 81,63%
- Slovaci 13,11%
- Romi 2,32%
- Nijemci 0,03%

### Religija
- rimokatolici 56,56%,
- ateisti 21,12%,
- protestanti 14,47%,
- grkokatolici 0,39%

## Poznate osobe
- Sándor Petőfi (1823-1849), mađarski književnik i revolucionar,

## Vanjske poveznice
- Službena stranica grada